# Anogeissus phillyreifolia
Anogeissus phillyreifolia är en tvåhjärtbladig växtart som beskrevs av Heurck och Muell.-arg.. Anogeissus phillyreifolia ingår i släktet Anogeissus och familjen Combretaceae. Inga underarter finns listade i Catalogue of Life.